# Торпедо (дворец спорта)
Дворец спорта «Торпе́до» им. С. А. Николаева (до 2013 года — «Торпе́до», до 2009 года — «Автоди́зель») — ледовый комплекс в Ярославле. Находится на улице Чкалова, в жилом районе Пятёрка.
Дворец спорта «Автодизель» был построен в середине 1960-х годов и первые годы был открытым. В 1980-х годах дворец спорта был реконструирован. До открытия в 2001 году УКСК «Арена 2000» был домашним стадионом хоккейной команды Ярославского моторного завода «Торпедо» (с 2000 года — «Локомотив»), выступавшей в чемпионате СССР, а затем чемпионате России. После этого дворец спорта был домашним стадионом его фарм-клуба «Локомотив-2».
Во дворце спорта прошли неофициальный юношеский чемпионат Европы 1967 года и юношеский чемпионат мира 2003 года.
В 2006 году стадион закрылся на реконструкцию, проводившуюся за счёт средств городского бюджета — было затрачено около 500 миллионов рублей; Росспорт выполнил поставку оборудования. После торжественного открытия 13 сентября 2009 года дворец спорта получил новое название и стал тренировочной площадкой сменившего «Локомотив-2» хоккейного клуба «Локо», выступающего в Молодёжной хоккейной лиге.
27 августа 2013 г. по ходатайству Ярославской областной общественной организации Федерации хоккея дворцу спорта присвоено имя выдающегося спортсмена Сергея Алексеевича Николаева.
Территория комплекса превышает 19 тысяч м2. Площадь ледового корта составляет более 1500 м2, трибуны рассчитаны на 1,5 тысячи мест (на хоккейный матч вмещает всего 730 зрителей). Помимо него во дворце появились спортивный и тренажёрный залы, залы для занятий боксом и греко-римской борьбой, шахматный клуб.